# Sàtir amb una cabra
Sàtir amb una cabra és un baix relleu d'estuc provinent de la Vil·la de Petraro, trobat durant les excavacions arqueològiques de l'antiga ciutat d'Estàbia (l'actual Castellammare di Stabia) i conservat a l'Antiquarium stabiano.

## Història i descripció
L'estuc es va fer poc abans de l'erupció del Vesuvi que va enterrar la ciutat i, per tant, cap a l'any 79, i estava a la zona del sostre de l'absis del calidarium de la vil·la, a la mateixa sala on es trobaven l'estuc de Psique i la del Sàtir amb un ríton. Va ser trobat entre 1957 i 1958 durant les excavacions arqueològiques realitzades per Libero D'Orsi. Tret del seu lloc original, es va guardar a l'interior de l'Antiquarium stabiano.
L'obra retrata un jove sàtir nu, amb el cap coronat i un mantell recolzat sobre les espatlles, subjectant a la mà esquerra un plat ple de fruites, mentre que amb la dreta es recolza al coll de la cabra sobre la qual està assegut i corrent cap a l'esquerra. Tot el quadre està col·locat en un marc amb llengüetes, caracteritzat, a la part inferior esquerra, pel perfil d'un cap d'un sàtir.